# 欧塞尔 (地区)
欧塞尔，或按其作为欧塞尔的形容词形式的名称音译作欧塞鲁瓦，是法国勃艮第-弗朗什-孔泰大區约讷省欧塞尔附近的一个传统地区。

## 历史
欧塞尔地区在9至11世纪是勃艮第公国的一个行省，后暂时移交给法国国王 。 

## 地理学
该地区以欧塞尔葡萄园（vignoble auxerrois）而闻名。 
欧塞尔地区的人口约为90000，是约讷省最大的城市圈。 

### 资源
- Atlas des paysages de l'Yonne Octobre 2008[永久]